# Три сестри (сериал)
 Тази статия е за сериала.  За театралната творба вижте Три сестри.  
„Три сестри“ (на турски: Üç Kız Kardeş) е турски драматичен сериал. Продуциран е от Süreç Film, а премиерата му е на 22 февруари 2022 г. Режисьор на сериала е Еда Тексьоз, сценаристи са Нилюфер Йозчелик и Севги Йълмаз. Сериалът е адаптация на едноименния роман на Иджлял Айдън. Сериалът, състоящ се от 3 сезона, приключва с излъчването на 84-ти епизод на 4 май 2024 г.

## Сюжет
Тюркян, Дьонюш и Дерия са три сестри, които животът принуждава да се сблъскат с жестокост и несправедливост. Поредицата представя препятствията, които те трябва да преодолеят, за да постигнат мечтите си. С женитбата на Тюркян над семейството ще започнат да витаят тъмни облаци и нищо няма да е същото като преди.

## Актьорски състав
- Озгю Кая – Тюркян Календер Корман
- Алмила Ада – Дьонюш Календер
- Мелиса Бербероулу – Дерия Календер
- Иджлял Айдън – Несрин Календер
- Реха Йозджан – Садък Календер
- Хакан Аталай - Фатих Календер
- Беркер Гювен – Сомер Корман
- Тайфун Ераслан - Йозер Корман
- Веда Юртсевер Ипек – Рючхан Корман
- Бениан Дьонмез – Незахат
- Назлъ Сенем Юнал – Мине Зорлу
- Гьокберк Демирджи - Картал  Кьоксал
- Айча Инджи - Севиляй
- Ерен Йорен - Мустафа

## Излъчване
| Сезон | Ден и час на излъчване    | Начало на сезона     | Край на сезона        | Епизоди | Всички епизоди | ТВ сезон     | ТВ канал |
| ----- | ------------------------- | -------------------- | --------------------- | ------- | -------------- | ------------ | -------- |
| 1     | Вторник 20.00 ч.          | 22 февруари 2022 г.  | 14 юни 2022 г.        | 16      | 1-16           | 2022 г.      | Kanal D  |
| 2     | Вторник 20.00 ч.          | 13 септември 2022 г. | 13 юни 2023 г.        | 37      | 17-53          | 2022-2023 г. | Kanal D  |
| 3     | Вторник / Събота 20.00 ч. | 19 септември 2023 г. | 4 май 2024 г. (финал) | 31      | 54-84          | 2023-2024 г. | Kanal D  |

### В България
Сериалът започва излъчване на 6 ноември 2023 г. по Диема Фемили. и завършва на 5 декември 2024 г. На 13 януари 2025 г. започва повторно излъчване по Диема Фемили. Ролите се озвучават от Нина Гавазова, Даниела Сладунова, Яница Маслинкова, Константин Лунгов, Димитър Иванчев и Росен Русев. 
| Сезон | Ден и час на излъчване                                                                | Начало на сезона  | Край на сезона     | Епизоди | Всички епизоди | ТВ сезон     | ТВ канал     |
| ----- | ------------------------------------------------------------------------------------- | ----------------- | ------------------ | ------- | -------------- | ------------ | ------------ |
| 1     | всеки делник 20.00 ч.                                                                 | 6 ноември 2023 г. | 18 януари 2024 г   | 54      | 1-54           | 2023-2024 г. | Диема Фемили |
| 2     | всеки делник/ от понеделник до четвъртък 20/22.00 ч.                                  | 19 януари 2024 г. | 16 юли 2024 г.     | 125     | 55-179         | 2024 г.      | Диема Фемили |
| 3     | от понеделник до четвъртък 22.00 ч./всеки делник 21 до 23:00 ч./всеки делник 22.00 ч. | 17 юли 2024 г.    | 5 декември 2024 г. | 104     | 180-283        | 2024 г.      | Диема Фемили |